# Лир, Эдвард
Э́двард Лир (также Эдуа́рд Лир, англ. Edward Lear; 1812—1888) — английский художник и поэт, один из основоположников «поэзии бессмыслицы» (англ. nonsensical poetry), автор многочисленных популярных абсурдистских лимериков.

## Биография
Эдвард Лир родился 12 мая 1812 года в лондонском предместье Хайгейт. Он был 20-м ребёнком в семье, и его воспитанием занималась старшая сестра Энн. Когда Эдварду было 15 лет, он вместе с сестрой обосновался в отдельном доме. Будучи талантливым художником, Лир начал работать книжным иллюстратором. В возрасте 19 лет он выпустил свою первую книгу «Иллюстрации семейства Пситтацидов, или Попугаев» (Illustrations of the Family of Psittacidae, or Parrots, 1830).
С детства у Лира было слабое здоровье — он страдал эпилепсией, астмой, а в зрелом возрасте к этому добавилась ещё и частичная потеря зрения.
В 1846 году Лир выпустил «Книгу нонсенса» (A Book of Nonsense — переводится также как «Книга чепухи» или «Книга бессмыслиц»), включавшую забавные лимерики. Вскоре этот жанр приобрёл значительную популярность.
Стиль и сюжеты нонсенса Лира оказали влияние на творчество его современника — Льюиса Кэрролла, на французских сюрреалистов, русских обэриутов (поклонником Лира был Даниил Хармс).
Поэт скончался 29 января 1888 года. Упоминается в песне Beatles «Paperback writer» (1966).

## Сочинения и иллюстраторские работы
- Illustrations of the Family of the Psittacidæ (1832)
- Tortoises, Terrapins, and Turtles by J.E. Gray
- Views in Rome and its Environs (1841)
- Gleanings from the Menagerie at Knowsley Hall (1846)
- Illustrated Excursions in Italy (1846)
- A Book of Nonsense — «Книга нонсенса», переводится также как «Книга чепухи» или «Книга бессмыслиц» (1846)
- Journal of a Landscape Painter in Greece and Albania (1851)
- Journal of a Landscape Painter in Souther Albania (1852)
- Book of Nonsense and More Nonsense (1862)
- Views in the Seven Ionian Isles (1863)
- Journal of a Landscape Painter in Corsica (1870)
- Nonsense Songs and Stories (1871)
- More Nonsense Songs, Pictures, etc. (1872)
- Laughable Lyrics (1877)
- Nonsense Alphabets
- Nonsense Botany (1888)
- Tennyson’s Poems, illustrated by Lear (1889)
- Facsimile of a Nonsense Alphabet (1849, не публиковалась до 1926)

### Издания на русском языке
- Лир Э. Прогулка верхом и другие стихи. М., Детская литература, 1981
- Лир Э. Целый том чепухи. М., 1992
- Лир Э. Книга бессмыслиц. М., 1992
- Лир Э. Скриппиус-пип. Ростов-на-Дону, 1992
- Лир Э. Истинная история кругосветного плавания четырех чрезвычайно чудных человечков. М., 1995
- Лир Э. Книги чепухи (мини). М., Анима, 2002
- Лир Э. Избранные лимерики с рисунками автора. Selected Limerics with Drawings by Author. (двуязычная) М., Яуза, 2005
- Лир Э. Книга без смысла. М., Время, 2007
- Лир Э. Лимерики. пер. Б. В. Архипцева. М., Фолио, 2008
- Лир Э. Жил один старичок с кочергой. М., Азбука, 2009
- Лир Э. Большая книга чепухи. М., ИД Ивана Лимбаха, 2010
- Лир Э. Книга чепухи. A book of nonsense. (двуязычная) М., Эксмо, 2011
- Лир Э. Полный нонсенс! (билингва, пер. Б. В. Архипцева). М.: Летний сад, 2012 (2-е изд. — 2018).
- Лир Э. Про то, чего не может быть. С.-Петербург-М., Речь, 2014
- Лир Э. Филин и Мурлыка. М., Карьера Пресс, 2016
- Лир Э. Чистый нонсенс. Полное собрание сочинений Эдварда Лира в переводе Бориса Архипцева. СПб, Геликон плюс, - 2016- 720с.

### Аудиоиздания
Стихотворение Эдварда Лира «The Scroobious Pip» («Скрипиус Пип») в переводе на русский язык было опубликовано в детском журнале «Колобок» (№ 3 за 1971 год) с приложением в виде гибких грампластинок. Текст читает С. Мартинсон, музыкальное оформление М. Пекарского. Режиссёр — Н. Киселёва:
| Был очень обычный, несолнечный день, Когда Он пришёл и уселся на пень. Сбежались к нему удивлённые звери Из тундры и джунглей, пустыни и прерий Собака и кошка и даже верблюд Овца-а-а и корова, и слон — тут как тут. Пищал поросёнок, а волк завывал, Визжала мартышка и тявкал шакал. Тут лев зарычал, и поверьте, едва ли Такое когда-нибудь прежде слыхали: Тюлень, носорог, леопард, бегемот — И каждый старался пробиться вперёд. А после они обратились к лисе: «Нет зверя умнее — так думают все. Пойди и спроси, чтобы всем убедиться: Он — жук или рыба? Он — зверь или птица?» И Скрипиус Пип не замедлил с ответом, Сказал он лисе, улыбнувшись при этом: «Шиппети-хрип, хриппети-шип, Всё проще простого, я — Скрипиус Пип!» В каком-то лесу, на какой-то из лип Удобно устроился Скрипиус Пип Все птицы, что только на свете живут, Слетелись в какие-то десять минут! Орёл, перепёлка, пингвин, попугай — Кудахтанье, щебет, чириканье, драй… Индюк бормотал, а сорока трещала, И только сова языком не болтала. Когда же павлин завопил, то едва ли Такое когда-нибудь прежде слыхали Кукушка и страус, тукан и удод — И каждый старался пробиться вперёд. А после они обратились к сове: «Мы знаем, что мудрость в твоей голове. Лети и спроси, чтобы всем убедиться: Он — жук или рыба? Он — зверь или птица?» И Скрипиус Пип не замедлил с ответом, Сказал он сове, улыбнувшись при этом: «Флиппети-чип, Чиппети-флип! Всё проще простого, я — Скрипиус Пип!» Вдали от столиц, от посёлков вдали, Есть море прекрасное — Джелиболи Как только нырнул в него Скрипиус Пип, Собралось великое множество рыб: Форели, макрели, белуги, кефали, Сновали уклейки, нарвалы ныряли, Плевался брызгун и ворочался сом, Кружила акула и била хвостом. | Тут кит запыхтел, и поверьте, едва ли, Такое когда-нибудь прежде слыхали, Гурами, мурена, тунец и мокрот — И каждый старался пробиться вперёд. Потом кашалота они попросили: «Бесспорно, ты первый по весу и силе. Плыви и спроси, чтобы всем убедиться: Он — жук или рыба? Он — зверь или птица?» И Скрипиус Пип не замедлил с ответом, Сказал он киту, улыбнувшись при этом: «Плиппети-флип, флиппети-плип, Всё проще простого, я — Скрипиус Пип!» Пожалуй, таких не бывало знакомых У мух, у жуков и других насекомых. На берег прекрасного Джелиболи Иные летели, иные ползли. Подёнки, ручейники и богомолы, Хрущи, плавунцы, шелкопряды и пчёлы, Трещали кузнечики, осы жужжжжали, Звенели стрекозы, сверчки стрекотали… Когда ж загудели шмели, то едва ли Такое когда-нибудь прежде слыхали, Бегун-таракан, и паук-тихоход, И каждый старался пробиться вперёд. Потом обратились они к муравью: «Мы все уважаем смекалку твою. Ползи и спроси, чтобы всем убедиться, Он — жук или рыба, он — зверь или птица?» И Скрипиус Пип не замедлил с ответом, Сказал он и всем улыбнулся при этом: «Вижжави-жип! Виззави-вип! Всё проще простого, я — Скрипиус Пип!» Кружили, скакали и прыгали звери Из тундры и джунглей, пустыни и прерий; И стало не видно совсем небосвода От шумно летающего хоровода. И расположился на листьях зелёных Не менее, чем биллион насекомых. Без устали плавали взад и вперёд У самого берега жители вод. Такого нигде, никогда не слыхали! Все вместе рычали, свистели, жужжали: «Шиппети-клип!! Виззави-блиип!! Всё проще простого, он — Скрипиус Пип!» |